# خورشیدگرفتگی ۶ ژوئن ۱۸۰۷
خورشیدگرفتگی ۶ ژوئن ۱۸۰۷ (به انگلیسی: Solar eclipse of ۶ ژوئن ۱۸۰۷) یک خورشیدگرفتگی از نوع خورشیدگرفتگی دوگانه بود. این خورشیدگرفتگی در تاریخ ۶ ژوئن ۱۸۰۷ روی داد که زمان اوج آن، ساعت ۵:۱۸:۳۱ به‌وقت ساعت هماهنگ جهانی بوده است. مدت‌زمان و طول این خورشیدگرفتگی ۰۰ دقیقه و ۳۸ ثانیه بود.